# Varošluk
Varošluk (en serbe cyrillique : Варошлук) est un village de Bosnie-Herzégovine. Il est situé dans la municipalité de Travnik, dans le canton de Bosnie centrale et dans la fédération de Bosnie-et-Herzégovine. Selon les premiers résultats du recensement bosnien de 2013, il compte 709 habitants.

## Géographie
Le village est situé près de la confluence de la rivière Vrela et de la Lašva, un affluent gauche de la Bosna.

## Histoire
Sur le territoire du village, près de Turbe, se trouve le site archéologique de Crkvina, qui abrite les vestiges d'une localité romaine et ceux d'une basilique remontant à l'Antiquité tardive ; l'ensemble est inscrit sur la liste des monuments nationaux de Bosnie-Herzégovine.

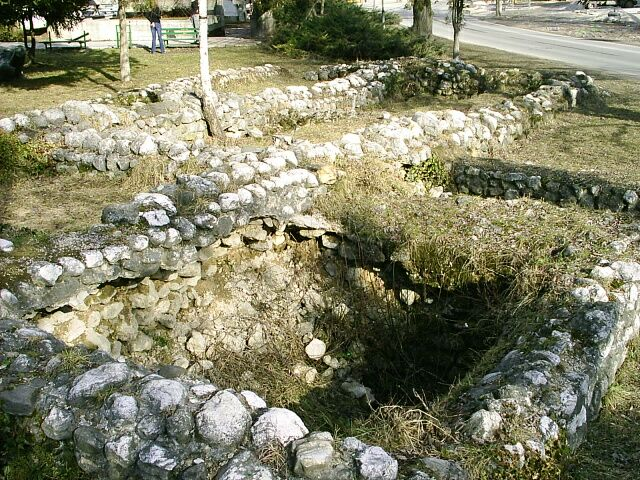
Vestiges de la basilique

## Démographie

### Évolution historique de la population dans la localité
| 1948 | 1953 | 1961 | 1971 | 1981 | 1991 | 2013 |
| ---- | ---- | ---- | ---- | ---- | ---- | ---- |
| -    | -    | 432  | 647  | 594  | 736  | 709  |

|  |